# اوکسنهام
اوکسنهام (انگلیسی: Oaksenham) اوکسنهام یک گروه موسیقی پراگرسیو راک الکتریکی و آکوستیک است که در سال ۲۰۰۱ تأسیس شد. در دهه ۷۰ و اوایل دهه ۹۰، زندگی برای طرفداران سمفونیک پروگ آسان بود، با وجود گرایش‌ها و سبک‌های مختلف هنرمندان و تشخیص گروه‌های سمفونیک آسان بود، ساختار به وضوح به سمت موسیقی آکادمیک با عناصر آشکار راک گرایش داشت، چند گروه چیزهای جدیدی اضافه کردند، اما این یک انحراف از قانون رایج بود.
در اواسط دهه ۹۰، این به‌طور اساسی شروع به تغییر کرد، عمدتاً در اتحاد جماهیر شوروی سابق و اروپای شرقی، بچه‌هایی که به‌طور کلاسیک توسط رژیم کمونیستی آموزش دیده بودند، امکانات بزرگتری از راک را کشف کردند که تقریباً قبل از پرسترویکا زیرزمینی بود، اما به عنوان جنبش ملی‌گرای روسیه در قرن نوزدهم، آنها احساس می‌کردند که چیز بیشتری برای به اشتراک گذاشتن دارند، و آن هویت قومی آنهاست، بنابراین این نوازندگان آموزش‌دیده کلاسیک با نواختن سمفونیک راک با لحن فولکلوریک توانستند برای منتقدان سردرد ایجاد کنندکه محدودیت‌ها بین فولک و سمفونیک مبهم شد، اما موسیقی غنی‌تر از همیشه شد.
هسته اصلی اوکسنهام متشکل از نوازندگان با تجربه‌ای است که در طیفی از گروه‌های راک تأثیرگذار ارمنی نوازندگی کرده‌اند: واهاگن پاپایان (با نام مستعار دامبارتون اوکس) و آشوت کورگانیان از همان گروه پراگرسیو که در دهه ۱۹۹۰ بسیار در ارمنستان محبوب بودند.
نوازندگان حرفه ای تحصیل کرده‌که تقریباً همه آنها فارغ التحصیلان کنسرواتوار دولتی کومیتاس ایروان هستند. آنها با اجرای یک کنسرت بسیار خوب در ژوئن ۲۰۰۲ قصد جدی خود را دراین حرفه ثابت کردند. علاوه بر برنامه الکتریکی، گروه دارای برنامه آکوستیک نیز هست که بخشی از آن در ۱۸ مارس ۲۰۰۴ در افتتاحیه پوسترهای بریتانیا به عموم ارائه شد. نمایشگاهی که توسط شورای بریتانیا ایروان برگزار می‌شود. این بار «بیتلز فانتزی» آنها با گروه بادی چوبی اجرا شد که با استقبال بسیار گرم مردم و رسانه‌ها روبرو شد. Oaksenham به دلیل اولین سی دی زنده خود «شب وودن» که در سال ۲۰۰۴ منتشر شد، در ژورنال‌های برجسته اروپایی و آمریکای شمالی، از جمله انجمن راک کلاسیک (بریتانیا)، افشا کند (ایالات متحده)، استروترزین (هلند)، مترقی (بلژیک) بسیار مورد توجه قرار گرفت. مقالاتی در دایرةالمعارف پروگرسیو راک جبل الطارق، GEPR (ایالات متحده آمریکا) به گروه اختصاص داده شده است.
در تابستان ۲۰۰۶، گروه میکس و مسترینگ اولین آلبوم استودیویی خود «فتح اقیانوس آرام» را به پایان رساندند و در حال حاضر نظرات مثبتی برای نسخه تبلیغاتی آلبوم دریافت کرده‌اند. در نتیجه، اوکسنهام قرارداد و مجوز معتبری را با یک لیبل فرانسوی پیشرو Musea امضا کرد و انتشار رسمی آلبوم در نوامبر ۲۰۰۷ اتفاق افتاد. بلافاصله واکنش بسیار گرمی از سوی عموم مردم و خبره‌های این عرصه به دنبال داشت. این اولین آلبوم استودیویی در سال ۲۰۰۷ به عنوان یکی از بهترین نسخه‌های پروگ در نظر گرفته شد. مقالات بسیار محترمانه ای در GEPR, Progressor و Proggnosis منتشر شد. گروه وارد دوران جدیدی از وجود خود شد و احترام بسیار زیادی در سراسر جهان به‌دست‌آورد.
در سال‌های گذشته Oaksenham دومین آلبوم استودیویی خود را با نام «بر همه زندگان و مردگان» ضبط کرده و در سال ۲۰۱۳ انتشار داده است.